# Elis Elmgren
Elis Alfonso Elmgren, född 20 december 1911 i Råda socken, Göteborgs och Bohus län, död 5 maj 1964 i Högsbo, Göteborg, var en svensk författare och litteraturkritiker.

## Biografi
Elis Elmgren, som var son till Ernst och Wally Elmgren, var till yrket kontorist. Han framträdde med ett antal diktsamlingar i det estetisk-romantiska klimatet från det sena 1940-talet. I en artikel i tidskriften Utsikt 1949 förespråkade han tillsammans med Staffan Larsson en ”poetisk metod” huvudsakligen grundad på associationer. Från 1950 var han verksam som litteraturkritiker i Göteborgs-Posten.

### Medverkande
- Maneten: Göteborgs författarsällskaps jubileumsbok, red. (Stockholm: Rabén & Sjögren, 1960)

## Priser och utmärkelser
- 1956 – Boklotteriets stipendiat
- 1961 – Sveriges Radios lyrikpris (delat med Arne Nyman)